# Scharteisensee
Der Scharteisensee, auch Scharteisen genannt, ist ein See in der Feldberger Seenlandschaft in Mecklenburg-Vorpommern. Seine Form schließt auf einen glazialen Toteissee am Zungenbecken. Er hat eine nahezu runde Oberfläche mit 330 bis 375 Metern Durchmesser. Der See war einst mit einer Sichttiefe von 16 Metern der klarste See der Feldberger Seenlandschaft. Aus ihm bezog der Ort Wittenhagen lange Zeit Trinkwasser, das zu diesem Zweck nicht aufbereitet wurde.
Aufgrund von Ackerbau, Viehwirtschaft und Umweltsünden kam es zu DDR-Zeiten zur Eutrophierung des Gewässers. Schon damals versuchte man mit einer Tiefenentwässerung zum Zansen dieser Entwicklung entgegenzuwirken. Das Ziel sollte es sein, das stark eutrophe Tiefenwasser in den Zansen abzuleiten. Der erwünschte Erfolg stellte sich nicht ein, da die Tiefenentwässerung oft verstopfte. Vor dieser Zeit entwässerte der Scharteisensee nur bei hohem Wasserstand oberirdisch in den Zansen.